# Maria Theresia Paradies
Maria Theresia Paradies (o von Paradis) (Viena, Àustria, 15 de maig de 1759 - 1 de febrer de 1824) fou una pianista, cantant i, en la maduresa de la seva vida, compositora austríaca.
Filla d'Anton Joseph Paradis, secretari imperial de Comerç de la cort de la reina Maria Teresa I, cega des dels cinc anys, trobà en la música un consol per a la seva desgràcia, i com que estava dotada d'una intel·ligència extraordinària i d'una prodigiosa memòria, va aprendre no tan sols composició i piano, sinó també italià, francès i anglès, i també ciències. Als onze anys donà davant l'emperadriu Maria Teresa un concert compost d'obres de Bach; en restà tan admirada la sobirana, que li concedí una pensió. Després viatjà per Alemanya, Anglaterra, França i Holandafent-se aplaudir per tots els públics, i en retornar a la seva pàtria es dedicà a l'ensenyança del cant i del piano.

## Encàrrecs i gira per Europa[calcitació]
Va rebre una àmplia educació en les arts musicals dels professors:
- Carl Friberth (músic, teòric i compositor)
- Leopold Kozeluch (pianista)
- Vincenzo Righini (cantant)
- Antonio Salieri (cantant i compositor)
- Abbé Vogler (músic, teòric i compositor)

L'any 1775, Paradis estava actuant com a cantant i pianista en diversos concerts i salons vienesos. Allà s'encarregà de diversos treballs, com ara un concert d'orgue per Antonio Salieri el 1773 (al qual li falta el segon moviment); un concert per a piano en Si b major (probablement núm. 18, K.456) de Mozart el 1784 i un concert per a piano de Joseph Haydn (HXVIII: 4), el qual, possiblement, va ser estrenat a París el 1784, encara que sembla haver estat compost en la dècada de 1770 (el manuscrit original ha desaparegut) 
Així i tot, apareixen dubtes i preguntes referents al K.456. En veure la seva forma de tocar el piano, Mozart va quedar molt impressionat i es va comprometre a escriure-li un concert per a piano perquè ella pogués interpretar en un dels seus concerts de París. Malauradament, el treball no va arribar a temps i, pel que sembla, Paradis mai va tenir el plaer d'interpretar-lo. De tota manera, de Ruth Halliwell de la família Mozart, Four Lives in a Social Context, llegim:«No és segur de quin concert es tracta. Leopold [en una carta de Viena] simplement el va descriure a Nannerl com un "gloriós concert" i va dir que havia estat escrit per a Maria Theresia von Paradis a París. La seva descripció suggereix que ni ell ni Nannerl sabien que, si això era així, es tractava d'un de posterior que el K.453, el qual semblava ser el més recent que ells tenien a Salzburg en aquesta data.»
En qualsevol cas, Paradis tenia una excel·lent memòria i una audició excepcionalment precisa. Es coneix que va aprendre més de 60 concerts de cor, així com un gran repertori de solista i obres religioses. No obstant això, Paradis no es va quedar a Viena. El 1783, es va embarcar en un llarg viatge cap a París i Londres, acompanyada per la seva mare i el seu llibretista Johann Riedinger, que va inventar una taula de composició per a ella.
A l'agost d'aquest any van visitar Mozart a Salzburg (tot i que el diari de Nannerl sembla situar aquesta reunió al setembre). També va viatjar a Frankfurt, a altres ciutats alemanyes, fins i tot a Suïssa. Finalment va arribar a París el març de 1784. Allà feu el seu primer concert al Concert Spirituel. També va contribuir amb el projecte de Valentin Haüy ("el pare i apòstol dels cecs") a establir la primera escola per a cecs, que es va obrir el 1785.
Poc després, a la darreria de 1784, va viatjar a Londres, on treballà durant els següents mesos a la cort de Carlton House (la casa del príncep de Gal·les). A la nova ciutat, també va interpretar concerts professionals al Hannover Square, entre altres llocs. Va interpretar fugues de Handel per al rei George III, i més tard va acompanyar el príncep de Gal·les com a violoncel·lista. No obstant això, els seus concerts van perdre importància en estar menys ben rebuts i atesos a Londres que a París. Per aquest fet, va continuar la seva gira per Europa occidental (incloent-hi Hamburg, on va conèixer Carl Philipp Emanuel Bach), i després de passar per Berlín i Praga, va acabar de tornada a Viena el 1786.
Així i tot, va fer alguns concerts en els estats italians i Rússia, però no va sortir res d'ells. Finalment va tornar a Praga el 1797 per a la producció de l'òpera Rinaldo und Alcina. Mentre estava de gira de concerts per Europa, ella va escriure Morgenlied eines Mannes armen entre 1784 i 1786, un lied. Va ser publicat el 1784 per l'editor de música alemanya i tipògraf, Gottlieb Emanuel Breitkopf de Leipzig, com a part de la col·lecció de dotze cançons que més tard es convertirien en els treballs més coneguts de la compositora.

## Vida posterior[calcitació]
Durant la seva gira per Europa, Paradis va començar a compondre música per a piano en solitari, a més de peces per a veu i teclat. La música més primerenca que se li atribueix és un conjunt de quatre sonates per a piano de l'any 1777, però aquests són realment de Pietro Domenico Paradisi, al qual molt de la seva música és sovint atribuïda erròniament. El seu treball més important és la col·lecció Zwolf Lieder auf ihrer Reise in Musik gesetzt, creada entre 1784-1786.
La seva obra més famosa fou la Sicilienne en Mi b Major per a quartet de piano, encara que és lamentablement falsa, ja que es deriva d'una sonata per a violí de Carl Maria von Weber (Op. 10 núm. 1), d'on es creu que ha estat copiada segons el seu descobridor, Samuel Dushkin.
Per a compondre, utilitzava una taula inventada per Riedinger, la seva parella i el seu llibretista, i per a la correspondència una màquina d'impressió de mà -inventada per Wolfgang von Kempelen. Les seves cançons són majoritàriament representatives de l'estil operístic, que mostra coloratura i trinats. La influència de Salieri es pot veure en les escenes compostes de forma espectacular. Gran part de la feina de l'etapa segueix el model de l'estil de singspiel vienès, mentre que les seves obres per a piano mostren una gran influència del seu professor Leopold Kozeluch.
Després del fracàs de l'òpera Rinaldo und Alcina de 1797, va canviar la seva forma de vida, ara dedicant-la a l'ensenyament. El 1808, va fundar la seva pròpia escola de música per a noies a Viena, on va ser professora de cant, piano i teoria musical. A més, la sèrie de concerts que organitzava cada diumenge a la seva escola va atreure molts membres de la societat vienesa.
Així doncs, encara que va continuar component fins a almenys el 1813, l'ensenyança havia esdevingut la seva principal activitat musical fins a la seva mort, el 1824.

## Llista d'obres[calcitació]
Va escriure òperes, cantates, peces corals, concerts per a piano, peces per a cambra i per a teclat. Les obres de Paradis es varen dur a terme públicament a Viena i en altres llocs, però només algunes de les seves cançons i una fantasia per a piano van ser publicades durant la seva vida. Malauradament, manuscrits de diverses obres inèdites, incloent-hi dues de les seves obres de teatre i els concerts per a piano, ja no existeixen.

### Obres escèniques
- Ariadne und Bacchus, melodrama, 20 de juny de 1791 (s'ha perdut)
- Der Schulkandidat, 5 de desembre de 1792, part de l'Acte 2 i tot l'Acte 3 (s'ha perdut)
- Rinaldo und Alcina, Zauberoper, 30 de juny de 1797 (s'ha perdut)
- Große militärische Oper, 1805 (s'ha perdut)
- Zwei ländliche Opern (s'ha perdut)

### Cantates
- Trauerkantate auf den Tod Leopolds II, 1792 (s'ha perdut)
- Deutsches Monument Ludwigs des Unglücklichen, 1793
- Kantate auf die Wiedergenesung meines Vaters (s'ha perdut)
- 12 Lieder auf ihrer Reise in Musik gesetzt
- Das Gärtnerliedchen aus dem Siegwart
- Morgenlied eines armen Mannes
- An meine entfernten Lieben, (s'ha perdut)

### Música instrumental
- Concert per a piano en sol major (s'ha perdut)
- Concert per a piano en do major (s'ha perdut)
- 12 Sonates per a piano, 1792 (s'ha perdut)
- Trio per a piano, 1800 (s'ha perdut)
- Fantasia en sol major, 1807
- Fantasia en do major, 1811
- Variacions per a teclat (s'ha perdut)

Entre les seves composicions figuren les òperes:
- Ariadne und Bacchus (Viena, 1791)
- Der Schulkadidat (Viena, 1792)
- Rinaldo und Alcina (Praga, 1792)

la cantata Deutsches Monument, diverses sonates, lieder, etc.

### Recull d'obres conservades
- IMSLP, inclou la famosa peça Sicilienne en Mi b major per a violí i piano